# 59
59（五十九、ごじゅうきゅう、いそここの、いそじあまりここのつ）は自然数、また整数において、58の次で60の前の数である。

## 性質
- 59 は17番目の素数である。1つ前は53、次は61。
  - 約数の和は60。
- 59 = 59 + 0 × ω (ωは1の虚立方根)
  - a + 0 × ω (a > 0) で表される10番目のアイゼンシュタイン素数である。1つ前は53、次は71。
- 59 = 59 + 0 × i (iは虚数単位)
  - a + 0 × i (a > 0) で表される9番目のガウス素数である。1つ前は47、次は67。
  - ガウス素数かつアイゼンシュタイン素数である4番目の素数。1つ前は47、次は71。
- 6番目の安全素数である。1つ前は47、次は83。
- 59 と 61 は7番目の双子素数である。1つ前は(41, 43)、次は(71, 73)。
- 7番目のスーパー素数である。1つ前は41、次は67。
- 5番目の 8n + 3 型の素数であり、この類の素数は x2 + 2y2 と表せるが、59 = 32 + 2 × 52 である。1つ前は43、次は67。
- 2番目の非正則素数である。1つ前は37、次は67。
- 5 と 9 を使った最小の素数である。次は599。ただし単独使用を可とするなら1つ前は5で最初。(オンライン整数列大辞典の数列 A020468)
  - 59…9 の形の最小の素数である。次は599。(オンライン整数列大辞典の数列 A093946)
  - 5…59 の形の最小の素数である。次は55555559。(オンライン整数列大辞典の数列 A093403)
- 1/59 = 0.0169491525423728813559322033898305084745762711864406779661… (下線部は循環節で長さは58)
  - 循環節が n − 1 (全ての余りを巡回する) である巡回数を作る7番目の素数である。1つ前は47、次は61。
    - 双子素数のうち2番目の組み合わせとなる。1000以下でこのような双子素数は他に (17, 19), (179, 181), (821, 823) である。

  - 循環節58の半分の 29 も循環節が n − 1 (循環節 28) になる2番目の素数である。1つ前は47、次は263。
  - 逆数が循環小数になる数で循環節が58になる最小の数である。次は118。
  - 循環節が n になる最小の数である。1つ前の57は21319、次の59は2559647034361。(オンライン整数列大辞典の数列 A003060)
- 正二十面体の星型には全部で59種類の形がある。（→正二十面体の星型一覧）
- 3連続素数の和で表すことのできる7番目の数である。1つ前は49、次は71。
59 = 17 + 19 + 23
  - 3連続素数の和が素数になる4番目の数である。1つ前は41、次は71。
- 3×3の最小の列の和の素数魔方陣において中央の数は59である。

| 17  | 89 | 71  |
| 113 | 59 | 5   |
| 47  | 29 | 101 |
- 59 = (5 + 9) + (5 × 9)
  - 各位の和と各位の積を加えてできる5番目の数である。１つ前は49、次は69。(オンライン整数列大辞典の数列 A038364)
- 各位の和が14になる最小の数である。次は68。
  - 各位の和が n になる最小の数である。1つ前の13は49、次の15は69。(オンライン整数列大辞典の数列 A051885)
  - 各位の和が14になる数で素数になる最小の数である。次は149。(オンライン整数列大辞典の数列 A106756)
- 各位の平方和が106になる最小の数である。次は95。(オンライン整数列大辞典の数列 A003132)
  - 各位の平方和が n になる最小の数である。1つ前の105は458、次の107は159。(オンライン整数列大辞典の数列 A055016)
- 59 = 12 + 32 + 72 = 32 + 52 + 52
  - 3つの平方数の和2通りで表せる7番目の数である。1つ前は57、次は62。(オンライン整数列大辞典の数列 A025322)
  - 59 = 12 + 32 + 72
    - 異なる3つの平方数の和1通りで表せる17番目の数である。1つ前は56、次は61。(オンライン整数列大辞典の数列 A025339)
    - n = 2 のときの 1n + 3n + 7n の値とみたとき1つ前は11、次は371。(オンライン整数列大辞典の数列 A074509)
- n = 6 のとき n 以下の自然数で割った余りが n − 1 になる最小の数である。1つ前は11、次は419。(オンライン整数列大辞典の数列 A070198)
- 59 = 43 − 4 − 1
  - n = 4 のときの n3 − n − 1 の値とみたとき1つ前は23、次は119。(オンライン整数列大辞典の数列 A126420)
    - n3 − n − 1 の形の3番目の素数である。1つ前は23、次は503。(オンライン整数列大辞典の数列 A116581)

## その他 59 に関すること
- 原子番号 59 の元素はプラセオジム (Pr)。
- 第59代天皇は宇多天皇である。
- 日本の第59代内閣総理大臣は池田勇人である。
- 大相撲の第59代横綱は隆の里俊英である。
- 第59代ローマ教皇はウィギリウス（在位：537年3月29日～555年）である。
- 易占の六十四卦で第59番目の卦は、風水渙。
- クルアーンにおける第59番目のスーラは集合である。
- 年始（1月1日）から59日目は2月28日。
- 59番目のプロポーズ
- 59 (アルバム) - PUFFYのミニ・アルバム。